# Travancor
O Reino de Travancor (em malaiala: തിരുവിതാംകൂര്‍; romaniz.: Tiruvitāṃkūr) foi um estado principesco do subcontinente indiano que existiu entre 1729 e 1949. Foi governado pela  família real de Travancor a partir da capital, Pademanabapura até 1795,  e Trivandrum (atual Tiruvanantapura) a partir daí. O seu território incluía a maioria do sul do atual estado indiano de Querala, o distrito Caniacumari e a parte mais meridional do estado de Tâmil Nadu. Travancor foi um dos mais prósperos estados principescos da Índia britânica, com sucessos reputados nas áreas de educação, administração political, obras públicas, e reformas sociais.
Após a independência da Índia em 1947, Travancor e o estado principesco de Cochim fundiram-se para formar o estado efémero de Travancor-Cochim em 1 de julho de 1949. Travancor-Cochim juntar-se-ia por sua vez ao distrito de Malabar da Província de Madras (atual estado de Tâmil Nadu) para formar o atual estado de Querala em 1 de novembro de 1956.

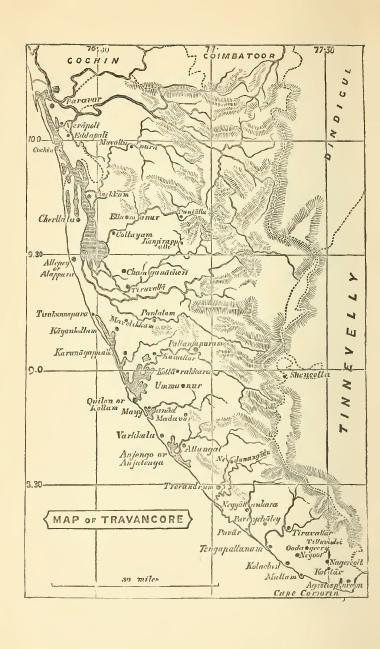
Mapa de Travancore em 1871